# AMD
Koordinaten: 37° 22′ 56″ N, 121° 58′ 15″ W

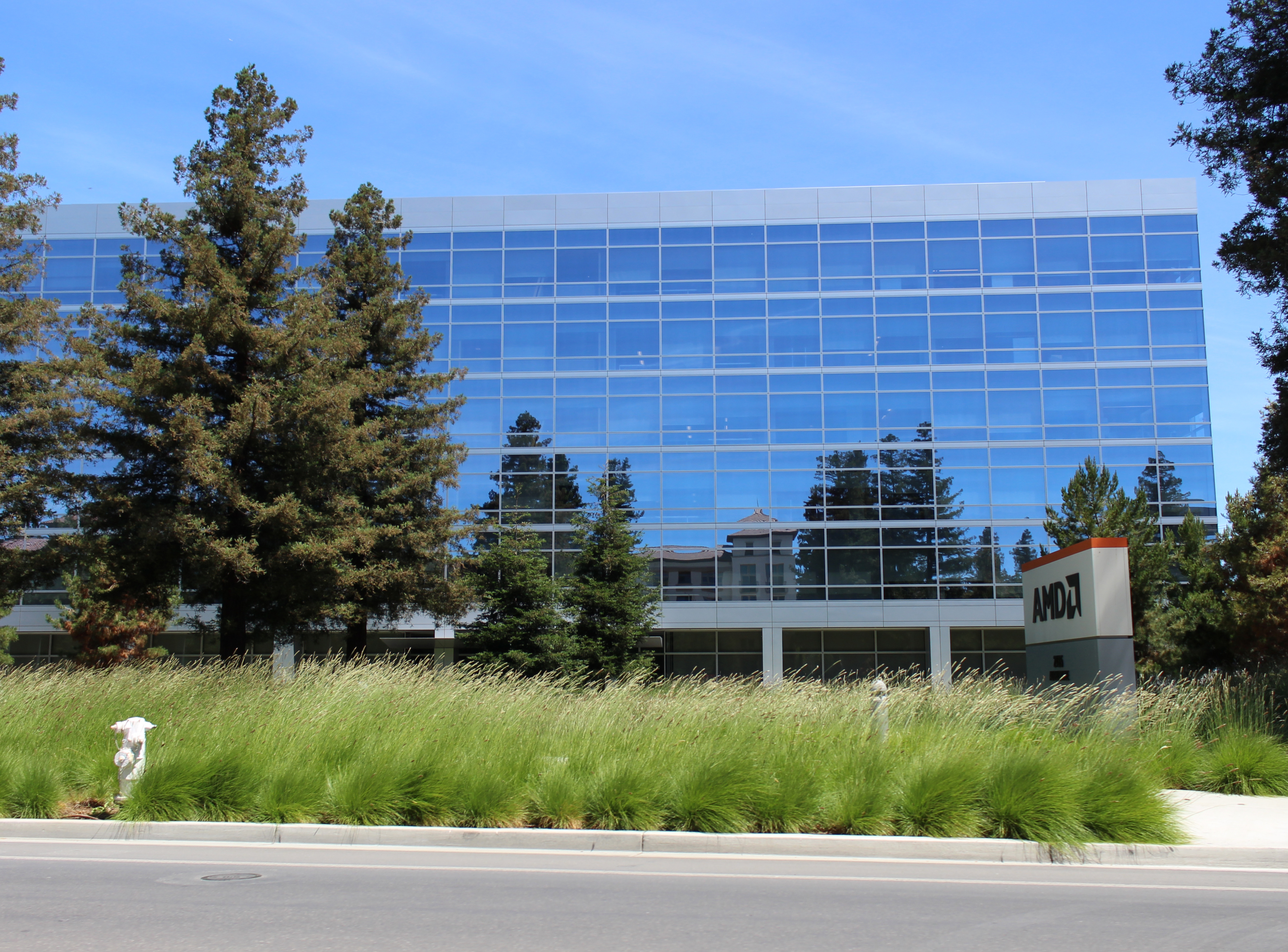
Neuer Hauptsitz in Santa Clara (seit 2017)

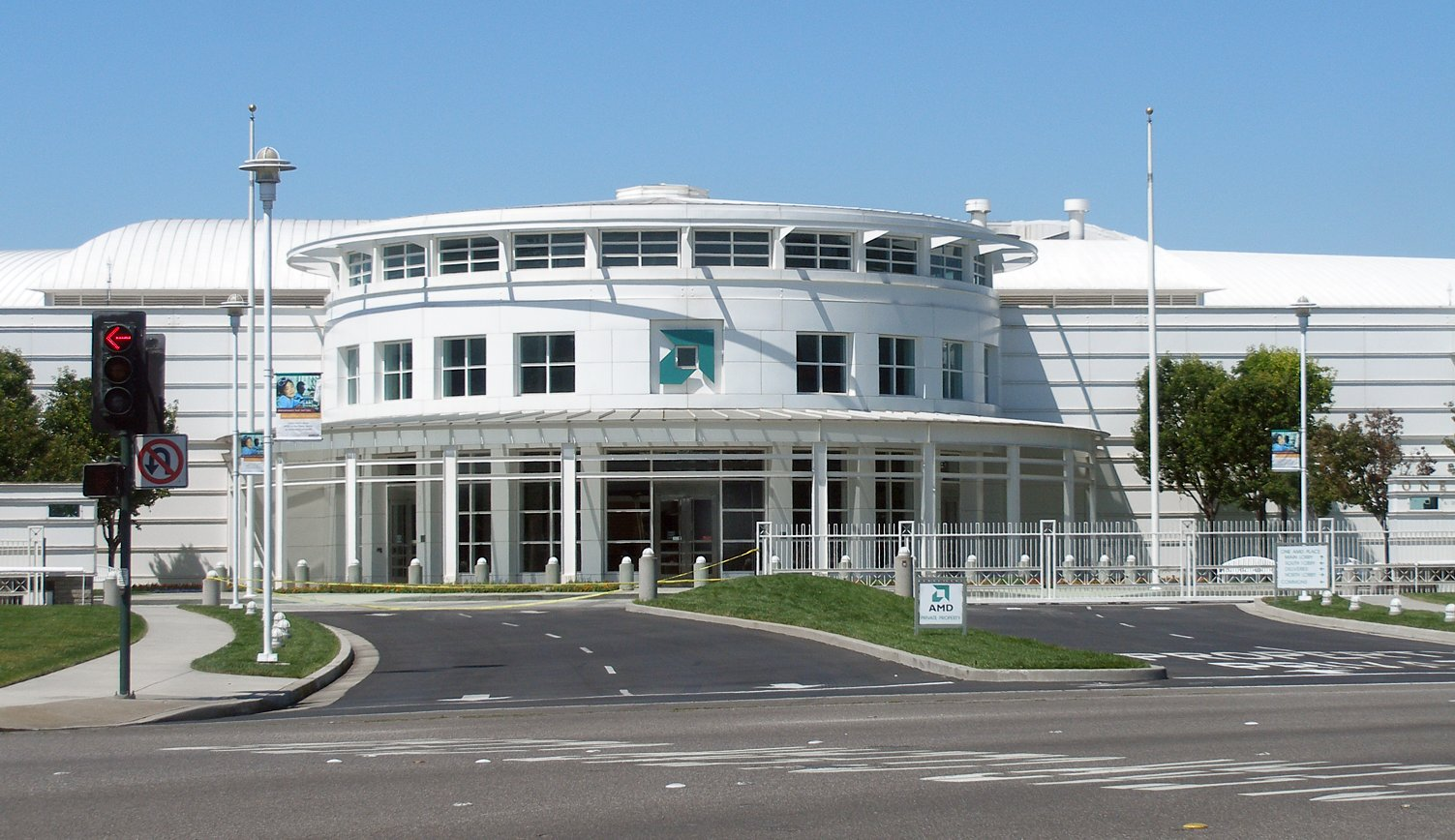
Altes AMD-Hauptquartier in Sunnyvale (bis Ende 2017)

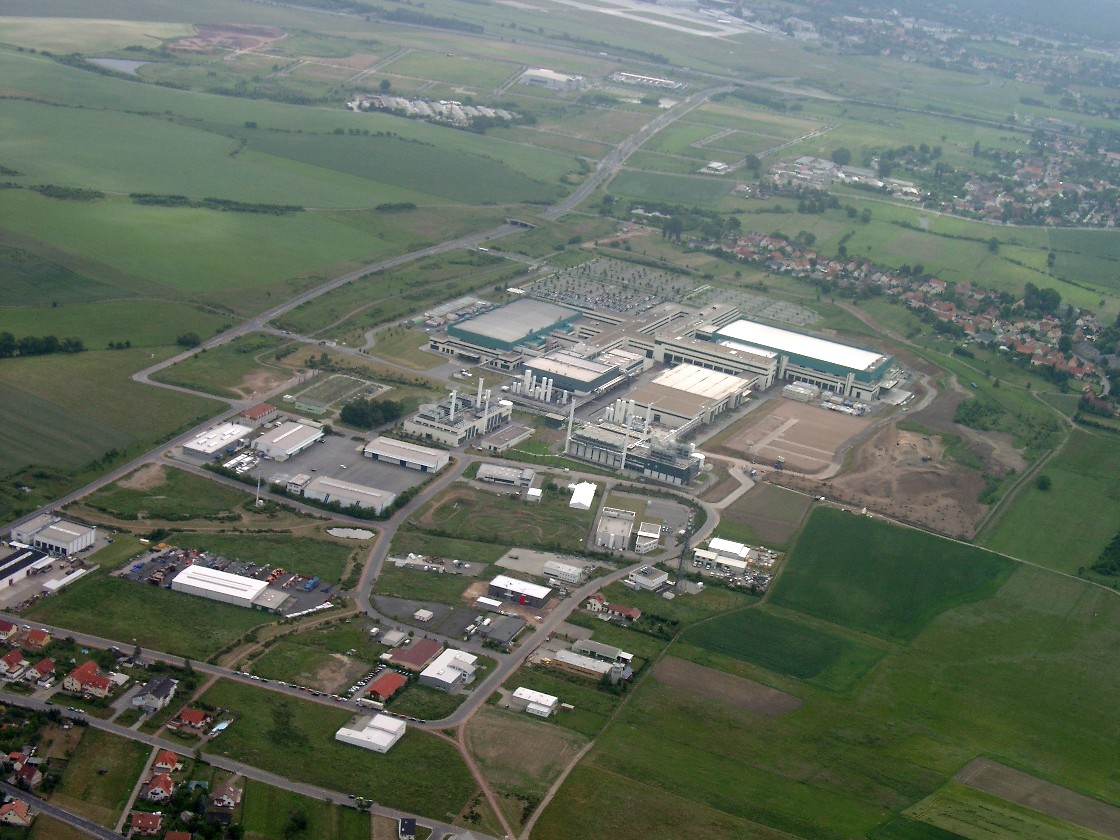
Ehemalige AMD-Fabs in Dresden (2005; links: Fab30; rechts: Fab36)

Umsatz- und Gewinnentwicklung (2003–2019)

Advanced Micro Devices, Inc. (AMD) ist ein US-amerikanisches Unternehmen der Halbleiterindustrie mit Hauptsitz in Santa Clara, Kalifornien.
AMD entwickelt und vertreibt Computerchips, Mikroprozessoren, Chipsätze, Grafikprozessoren (GPUs) und System-on-a-Chip-Lösungen (SoC). Damit richtet sich das Unternehmen im B2B-Bereich speziell an die Computer- und Kommunikationsbranche aber auch direkt an Verbraucher. AMD hat seit der Ausgründung der eigentlichen Halbleiterherstellung im Jahr 2009 in Globalfoundries keine eigene Fabrikationsstätte mehr – das Unternehmen wird daher als „fabless“ bezeichnet.
AMD ist seit dem 20. März 2017 im Standard-&-Poors-500-Aktienindex gelistet, beschäftigt weltweit rund 28.000 Mitarbeiter (Stand: 2024) und ist nach Intel der zweitgrößte x86-Prozessorhersteller der Welt (Stand: 2011). Die Aktien des Unternehmens wurden von 1979 bis 2014 an der New York Stock Exchange gehandelt, seit dem 2. Januar 2015 sind sie an der NASDAQ notiert.

## Geschichte
AMD wurde am 1. Mai 1969 unter dem Namen „Sanders Association“ von Jerry Sanders III und Ed Turney gegründet. Das Startkapital wurde durch Investoren, darunter Intel-Gründer Robert Noyce, bereitgestellt. Die ersten integrierten Schaltkreise wurden im November 1969 produziert. Diese bildeten die Grundlage für das erste selbst entwickelte Produkt Am2501, welches 1970 auf den Markt kam.
Ab 1973 begann die Expansion in Länder außerhalb der USA, so wurde ein Werk in Penang in Malaysia errichtet. 1975 startete AMD die Produktion von Speicherchips, und 1979 ging das Unternehmen an die Börse. Im selben Jahr wurde eine Lizenz von Intel zur Herstellung der 8086- und 8088-Prozessoren erworben. Als diese im Jahr 1986 gekündigt wurde, führte dies zu einem Rechtsstreit, in dessen außergerichtlicher Einigung AMD untersagt wurde, ab der 5. Generation (80586 – Intel Pentium) Nachbauten von Intels Prozessoren zu erstellen. AMD entwickelte daraufhin eigene Architekturen, die erste war der AMD K5. Mit der Übernahme des CPU-Herstellers NexGen im Jahr 1996 schuf man für weitere Entwicklungen technische und personelle Grundlagen. Zur Produktion der Chips eröffnete man 1998 in Dresden die Fab30 und 2004 die Fab36. Zwischenzeitlich hatte man den CPU-Hersteller Alchemy übernommen, der High-End-Low-Power-Embedded-Prozessoren mit MIPS-Architektur produzierte.
Ebenfalls 2004 erfolgte die Umbenennung des 1993 mit Fujitsu gegründeten Joint Venture Fujitsu AMD Semiconductor Limited in Spansion. Die gesamte Flash-Produktion wurde von AMD und Fujitsu an Spansion übergeben. Ende 2005 wurde Spansion dann komplett als eigene Aktiengesellschaft ausgegliedert, da die Sparte andauernde Verluste aufwies.
Im Jahr 2006 übernahm AMD ATI Technologies, einen zu diesem Zeitpunkt führenden Anbieter von Computergrafik-Chips. In der Halbleiterbranche galt diese Übernahme aufgrund der besonderen Konstellationen (kaum direkte Konkurrenz dieser Unternehmen, unterschiedliche Forschungsgebiete) als beispiellos. Durch diese Übernahme kann AMD, wie auch Hauptkonkurrent Intel, wichtige Computerbauteile „aus einer Hand“ liefern.
| Aktionär                          | Anteil |
| --------------------------------- | ------ |
| The Vanguard Group, Inc.          | 7,61 % |
| Capital Research & Management Co. | 6,57 % |
| SSgA Funds Management, Inc.       | 3,63 % |
| T. Rowe Price Associates, Inc.    | 3,52 % |

Am 8. September 2008 erklärte AMD-CEO Dirk Meyer gegenüber dem US-Wirtschaftsmagazin Fortune, dass sich AMD „weg von einem durch eigene Produktionsanlagen gefesselten hin zu einem weniger auf Fabrikation konzentrierten Modell entwickeln werde“ (Original: “going to go away from a captive fab model to more of a fabless model”). Damit war die wirtschaftliche Abtrennung der Fertigungsanlagen auf dem Wege. Im Oktober 2008 gab AMD bekannt, seine Chip-Fabs in eine zusammen mit dem Investmentunternehmen Advanced Technology Investment Company (ATIC) aus Abu Dhabi betriebene Foundry auszugliedern. Im März 2009 wurde der offizielle Name der ausgegründeten Unternehmenssparte bekannt gegeben: Globalfoundries
Im Januar 2011 trat Dirk Meyer von seinen Funktionen bei AMD zurück. Nach Monaten kommissarischer Führung durch den CFO Thomas Seifert ernannte AMD im August 2011 den ehemaligen Lenovo-Manager Rory P. Read zum neuen CEO. Im Oktober 2014 wurde Lisa Su seine Nachfolgerin.
Am 29. Februar 2012 übernahm AMD den Microserver-Spezialisten SeaMicro, um damit besser im Servermarkt Fuß zu fassen.
Im Dezember 2019 trat AMD als der erste große Hardwarehersteller der Blockchain Game Alliance bei. Dabei handelt es sich um einen Zusammenschluss mehrerer im Blockchainbereich aktiver Unternehmen, die die Anwendungsmöglichkeiten dieser Technologie in der Videospielbranche zu erforschen versucht und öffentlich für den Einsatz blockchainbasierter Inhalte in Videospielen wirbt.
Im Oktober 2020 gab AMD bekannt, Xilinx per Aktientausch für (zum damaligen Zeitpunkt) 35 Mrd. US-Dollar übernehmen zu wollen. Nach Prüfung und Zustimmung durch die Regulierungsbehörden konnte die Übernahme von Xilinx durch AMD im Februar 2022 abgeschlossen werden. Xilinx wird eine 100-prozentige AMD-Tochter, soll aber weiter unter eigenem Namen agieren.

## Produkte/Sparten

### Mikroprozessoren

#### Desktop-Segment
Im Desktopsegment bietet AMD (Stand 2022) den AMD Ryzen, den AMD Athlon und den Ryzen Threadripper an. Im Server- und Embedded-System-Segment ist AMD mit dem AMD Epyc vertreten. Eingestellt sind u. a. der AMD Athlon II, der Phenom II, der Sempron und die AMD-Fusion-APUs. AMD-CPUs gibt es derzeit in Ausführungen mit zwei bis 196 Kernen, von AMD Ryzen 9 9950X mit 16 Kernen, über AMD Ryzen Threadripper 7970X mit 32 Kernen, zu 196 Kernen des AMD EPYC 9965.

##### Ältere Modelle (EOL)
Bei den Phenom II bildeten die 1100er-Modelle mit sechs Kernen die Leistungsspitze. Die 1000er-Modelle hatten auch sechs Kerne, aber eine geringere Taktfrequenz. Die 900er-Modelle verfügten demgegenüber nur über vier Kerne, die 800er-Reihe besaß zudem einen kleineren Cache, die 700er-Reihe nur noch drei Kerne und die 500er-Reihe nur noch zwei, da ein, zwei bzw. drei Kerne deaktiviert wurden. Der Athlon II musste im Vergleich zum Phenom-II auf den L3-Cache verzichten. AMD Fusion integrierte die CPU, GPU sowie Video- und andere Hardwarebeschleuniger auf einem Die. Die Phenom-II-, Athlon-II- und Sempron-Modelle waren für die Sockel AM3 und AM2(+) ausgelegt, vereinzelt waren sie wegen unterschiedlicher Speichercontroller nicht mit beiden Mainboardtypen kompatibel.
Bei den AMD-FX-Prozessoren bildete die 9000er-Reihe die Leistungsspitze mit vier Modulen zu je zwei Kernen, darauf folgte die 8000er-Serie mit ebenfalls 4 Modulen und 8 Kernen, die 6000er-Reihe mit drei Modulen und die 4000er-Serie mit zwei. Ende Februar 2012 wurde offiziell, dass AMD den ersten handelsüblichen Desktop-PC-Prozessor entwickelt hatte, der eine Nominaltaktfrequenz von über 4 GHz erreicht (4,2 GHz). Der Prozessor mit dem Namen FX-4170 arbeitete mit vier Kernen. 2013 konnte AMD den ersten x86-Prozessor, der per Turbo die 5-GHz-Marke schafft, zum eigenen Portfolio zählen. Der Prozessor mit dem Namen FX-9590 arbeitete mit 4 Piledriver-Modulen bzw. 8 Threads.

##### Ryzen-Produktreihe
Die 2017 erschienenen Ryzen-1000-Prozessoren wurden im 14-nm-Verfahren hergestellt, anstatt Strukturgrößen mit 32 nm und 28 nm wie bei den vorangegangenen APUs und den Prozessoren AMD FX. Es gibt reine CPUs, aber es existieren auch APUs mit integrierter Grafikprozessoreinheit. Bei den Ryzen-Prozessoren kommt der Sockel AM4 zum Einsatz. DDR4-Speicher wird unterstützt. Derzeit (Stand Juli 2020) gibt es 58 Modelle.
Die 2018 erschienenen Ryzen 2000-Prozesoren werden im 12- oder 14-nm Verfahren hergestellt und haben höhere Basis- und Turbotaktraten (bis 4,3 GHz). Außerdem gab es erstmals Ryzen Mobil-Prozessoren mit integrierter Grafikeinheit.
Die Prozessoren Ryzen 3 3100, Ryzen 3 3300X, Ryzen 3 3200G (integrierte Grafikeinheit) Ryzen 5 3600, Ryzen 5 3600X, Ryzen 7 3700, Ryzen 7 3700X und diverse Ryzen 9 Prozessoren werden mit der Zen 2 Architektur mit 7 nm gefertigt. Die Ryzen-7-Prozessoren verfügen jeweils über 8 physische und 8 virtuelle Kerne dank SMT, also insgesamt 16 Threads. Die Ryzen-5-Prozessoren hingegen verfügen jeweils über 6 physische und 6 virtuelle Kerne, also insgesamt 12 Threads, mit Ausnahme des 1500X und 1400, welche über 4 physische und 4 virtuelle Kerne, also insgesamt 8 Threads verfügen. Die älteren Ryzen-3-Prozessoren verfügen über 4 Kerne ohne SMT und haben daher nur 4 Threads. Ab Zen 2 besitzen jedoch auch diese Simultaneous Multithreading. Die Ryzen-Mobile-Prozessoren verfügen über 4 Kerne mit SMT. Ryzen soll Intel den durch deren Core-i-Prozessoren dominierten Markt streitig machen, was AMD unter anderem durch eine aggressive Preispolitik umsetzen will. Die Ryzen 7 konkurrieren mit Preisen zwischen 300 € und 500 € mit den ungefähr gleich schnellen Core i7-6900K für 1000 €. Alle Prozessoren haben einen freien Multiplikator.
Im Jahr 2019 hat AMD die Ryzen-3000er-Generation veröffentlicht. Mit dem Ryzen 9 3950X erschien die erste Gaming-CPU mit 16 Kernen und 32 Threads.
Bei den Ryzen 4000-Mobil-Prozessoren bieten die Ryzen 5-Modelle nun 6 Kerne mit SMT (außer Ryzen 5 4500U); die Ryzen-7- und Ryzen-9-Modelle bieten nun 8 Kerne mit SMT (außer Ryzen 7 4700U). Allerdings nahm die GPU-Leistung gegenüber den Vergleichbaren 3000er-Modellen meist ab (außer Ryzen 3). Zusätzlich wird 4266 MHz-RAM unterstützt.
Im Oktober 2020 kündigte AMD Prozessoren mit der neuen Zen-3-Architektur mit verbesserter 7-nm-Fertigung für Desktop-PCs (Codename „Vermeer“) und Server (Codename „Milan“) an, die einen Monat später zum Kauf erhältlich waren. Im Vergleich zur Vorgeneration bietet Zen 3 durchschnittlich etwa 19 % mehr Anweisungen pro Takt bei gesteigerter Energieeffizienz. Diese Ryzen 5000-Prozessoren haben außerdem einen erneut erhöhten Takt (bis 4,9 GHz im Ryzen 9 5950X). Die entsprechenden Mobil-Prozessoren haben ebenfalls einen höheren Takt sowie mehr Grafikleistung.
Die derzeit (August 2024) modernste Ryzen-9000-Modellreihe basiert auf der Mikroarchitektur Zen 5 im Sockel AM5 und unterstützt DDR5-Speicher und PCI Express Version 5.

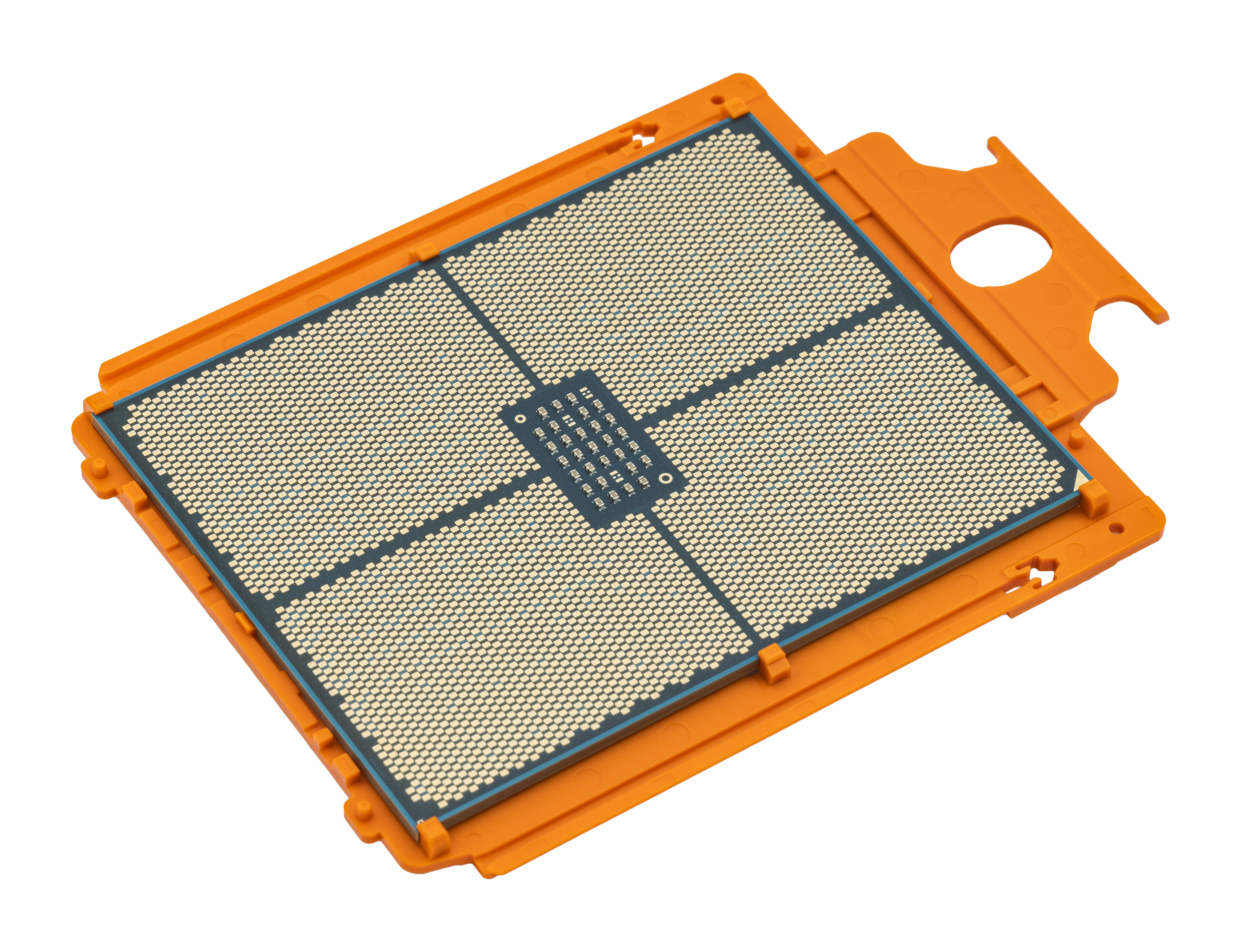
Eine Unterseite des Threadripper 7970X, erschienen im November 2023

Außerdem bietet AMD momentan seine Threadripper- und Threadripper Pro-Prozessoren für den High-End-Desktop- und Workstation-Bereich an. Im Jahre 2023 kam die 7000er-Reihe mit 9 Threadripper-Modellen heraus, wie der 7970X mit 32 Kernen (64 Threads), 128 MiB L3 Cache, 350 Watt TDP und 5 Dies (4×CCD; 1×I/OD). Das Flaggschiff Threadripper Pro 7995WX weist 96 Kerne (192 Threads), 384 MiB L3-Cache und insgesamt 13 Dies auf. Der Sockel ist der sTR5 (Am5).

#### Server-Segment
Im Server- und Workstation-Bereich bietet AMD seine Epyc-Prozessoren mit bis zu 192 Kernen an. → Hauptartikel:  AMD Epyc

#### Notebook-Segment
Das Notebooksegment wird von AMD in hauptsächlich zwei Bereiche geteilt: besonders kompakte „Ultrathin“-Notebooks und „Mainstream“-Notebooks. Der Bereich der ultraleichten Notebooks umfasst weitestgehend alles unter 14 Zoll (es gibt auch Ausnahmen), soll aber nicht als „Netbook“ aufgefasst werden, sondern ähnelt dem Ultrabook von Intel. Der Notebook-Mainstream-Bereich wird vermehrt von der AMD Ryzen 4000 Serie (Renoir) mit bis zu 8 Kernen abgedeckt, die 2020 auf den Markt kam. Deren Vorgänger, die AMD Ryzen 3000 Serie hat vier Kerne. Die Leistungsspitze bildet dabei der Ryzen 9 5980HX mit 8 Kernen und 16 Threads, einen Basistakt von 3,3 GHz und einem Turbotakt von 4,8 GHz und 35-54 W TDP. Dieser wird bereits in 7 nm bei TSMC gefertigt und verfügt unter anderen über eine integrierte Radeon-Grafik.
Im „Ultrathin“-Notebook-, Subnotebook- und Netbookbereich mit wenig Platz und wenig Strombedarf traf man auf den Athlon Neo (eingestellt) und Athlon II Neo (eingestellt). Er besitzt wie die neue Fusion-E-Serie (eingestellt) deutlich mehr Leistung als dessen Hauptkonkurrent Intel Atom und wird durch eine leistungsfähigere Onboard-Grafik als die für den Atom unterstützt. Die neue stromsparende Fusion-E- und C-Serie (eingestellt) besitzt eine integrierte Direct-X11-Grafikeinheit, als APU bezeichnet, im Die.

#### Prozessoren für Spielekonsolen
Neben Desktop-, Notebook und Serverprozessoren liefert AMD mit dem Verkaufsstart des GameCube 2001 Grafikchips und Prozessoren für diverse Spielkonsolen. Dem GameCube (2001) folgten vier Jahre später Prozessoren für die Xbox 360 (2005), Nintendos Wii (2006) und Wii U (2012). 2013 erhielt AMD den Zuschlag für zwei große konkurrierende Plattformen, die PlayStation 4 und Xbox One. In der nächsten Konsolengeneration, PlayStation 5 und Xbox Series X, ist AMD ebenfalls als CPU- und GPU-Hersteller vertreten.

### Chipsätze

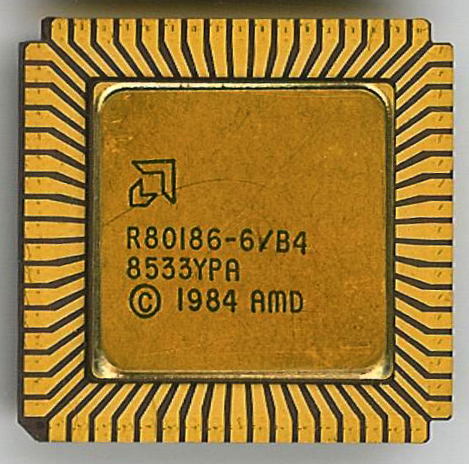
Mikroprozessor von AMD (1984)

AMD bietet für verschiedene Systeme Chipsätze an.

### Grafikchips
Besonders ausgeprägt in AMDs Grafikangeboten ist der PC-Markt. Grafikprozessoren für Standardcomputer und Computerspiele werden als AMD Radeon (vormals ATI Radeon), die für den professionellen Markt als AMD FirePro, AMD Pro Series und ATI FireMV verkauft. Mit der HD6XXX-Reihe wurde die Marke ATI Technologies aufgegeben, die Grafikkarten trugen den Namen AMD Radeon HD6XXX. Zuvor hatte AMD im Jahr 2006 das Unternehmen ATI aufgekauft.
Aufgrund der Chipkrise, die den weltweiten Mangel an Mikroprozessoren im Zuge der COVID-19-Pandemie beschreibt, lagen die Marktpreise zeitweise bis zu 300 % oberhalb der Unverbindlichen Preisempfehlung.

### Netzwerkchips
Seit 1984 stellt AMD Ethernet-ICs für eine Vielzahl unterschiedlicher Geräte her. Verfügbare Netzwerkchips basieren auf der AMD-PCnet-Serie.

### FPGAs und SoC
Seit der Übernahme der Firma Xilinx im Jahr 2022 tritt AMD auch als Lieferant für FPGAs und SoCs auf.